# دریاچه بش-تاش
دریاچه بش-تاش (به لاتین: Besh-Tash Lake) یک دریاچه در قرقیزستان است.